# Indirana
Indirana (Boulenger, 1888) è un genere di anfibi anuri, appartenente alla famiglia Ranixalidae, presenti in India.

## Tassonomia
Comprende le seguenti specie
- Indirana beddomii Günther, 1876
- Indirana bhadrai Garg and Biju, 2016
- Indirana brachytarsus Günther, 1876
- Indirana chiravasi Padhye, Modak, and Dahanukar, 2014
- Indirana duboisi Dahanukar, Modak, Krutha, Nameer, Padhye, and Molur, 2016
- Indirana gundia Dubois, 1986
- Indirana leithii Boulenger, 1888
- Indirana longicrus Rao, 1937
- Indirana paramakri Garg and Biju, 2016
- Indirana salelkari Modak, Dahanukar, Gosavi, and Padhye, 2015
- Indirana sarojamma Dahanukar, Modak, Krutha, Nameer, Padhye, and Molur, 2016
- Indirana semipalmata Boulenger, 1882
- Indirana tysoni Dahanukar, Modak, Krutha, Nameer, Padhye, and Molur, 2016
- Indirana yadera Dahanukar, Modak, Krutha, Nameer, Padhye, and Molur, 2016